# Neuseeländer Flachs
Der Neuseeländer Flachs (Phormium tenax), auch Neuseelandflachs genannt, ist eine von zwei Pflanzenarten der Gattung Phormium, die zur Unterfamilie der Tagliliengewächse (Hemerocallidoideae) gehört. Er stammt ursprünglich aus Neuseeland und ist in einigen Teilen der Welt ein invasiver Neophyt, der durch den Menschen in einige subtropische bis tropische Länder als Zierpflanze und zur Fasergewinnung eingeführt wurde.

## Beschreibung

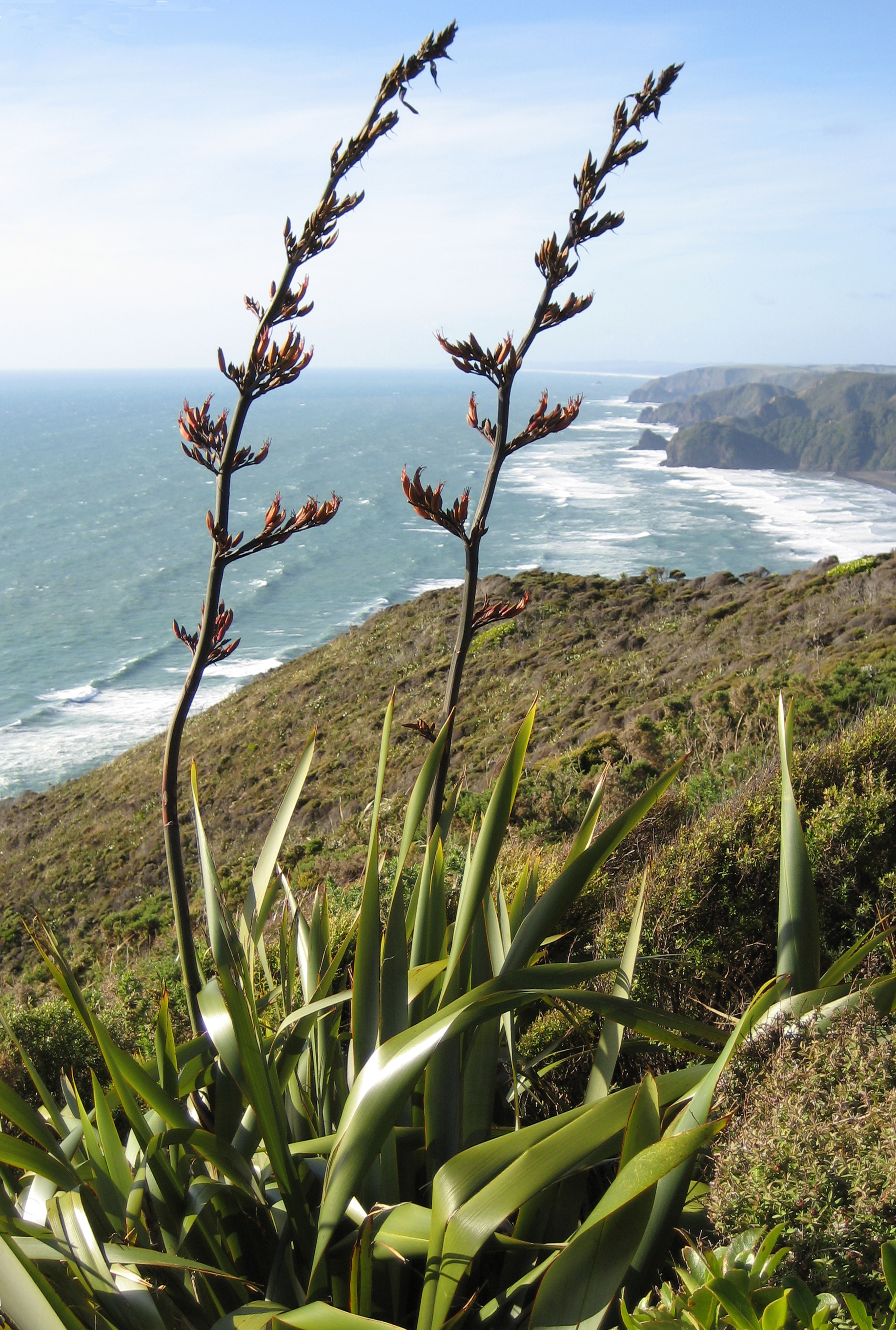
Habitus mit Blütenstand

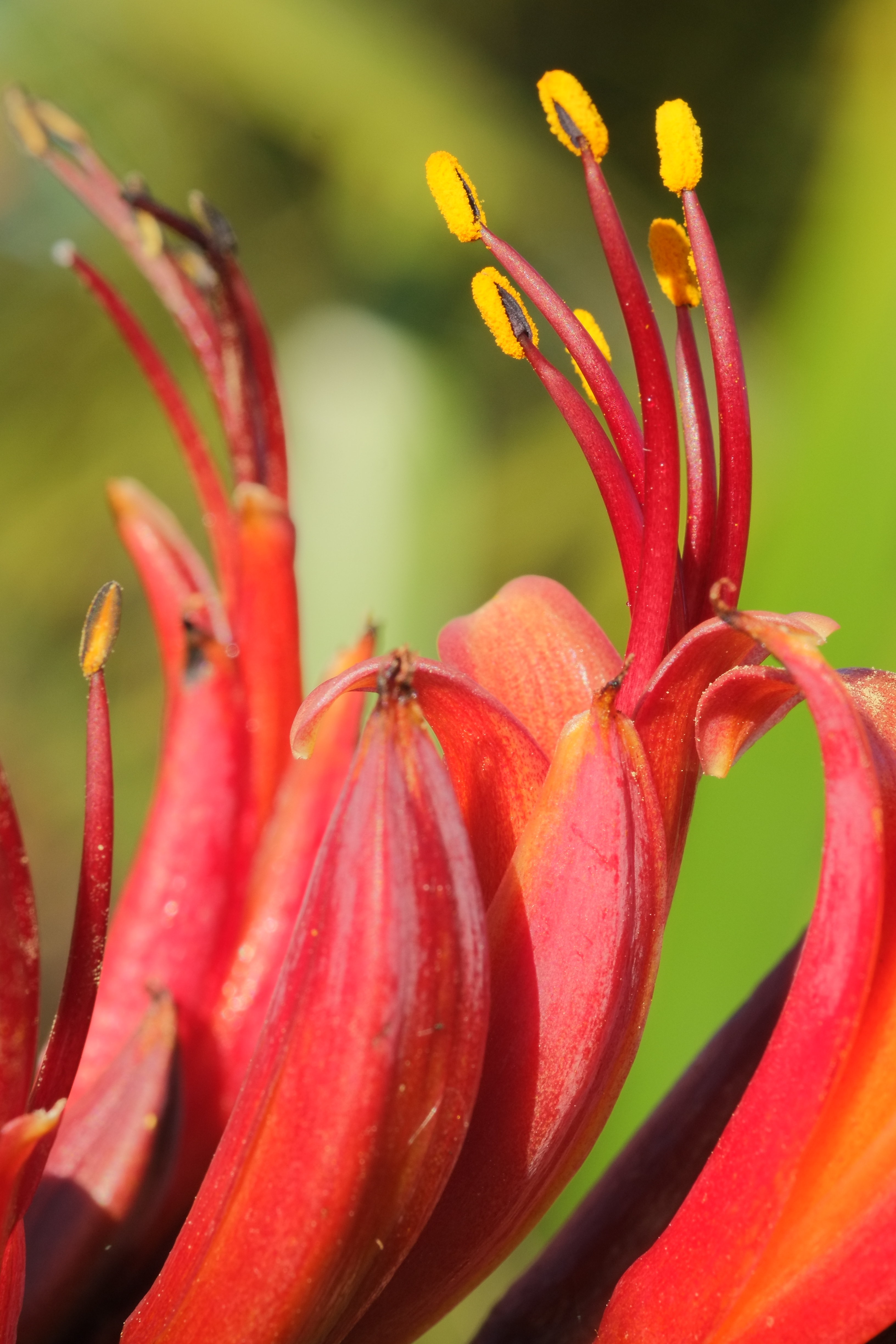
Blüten

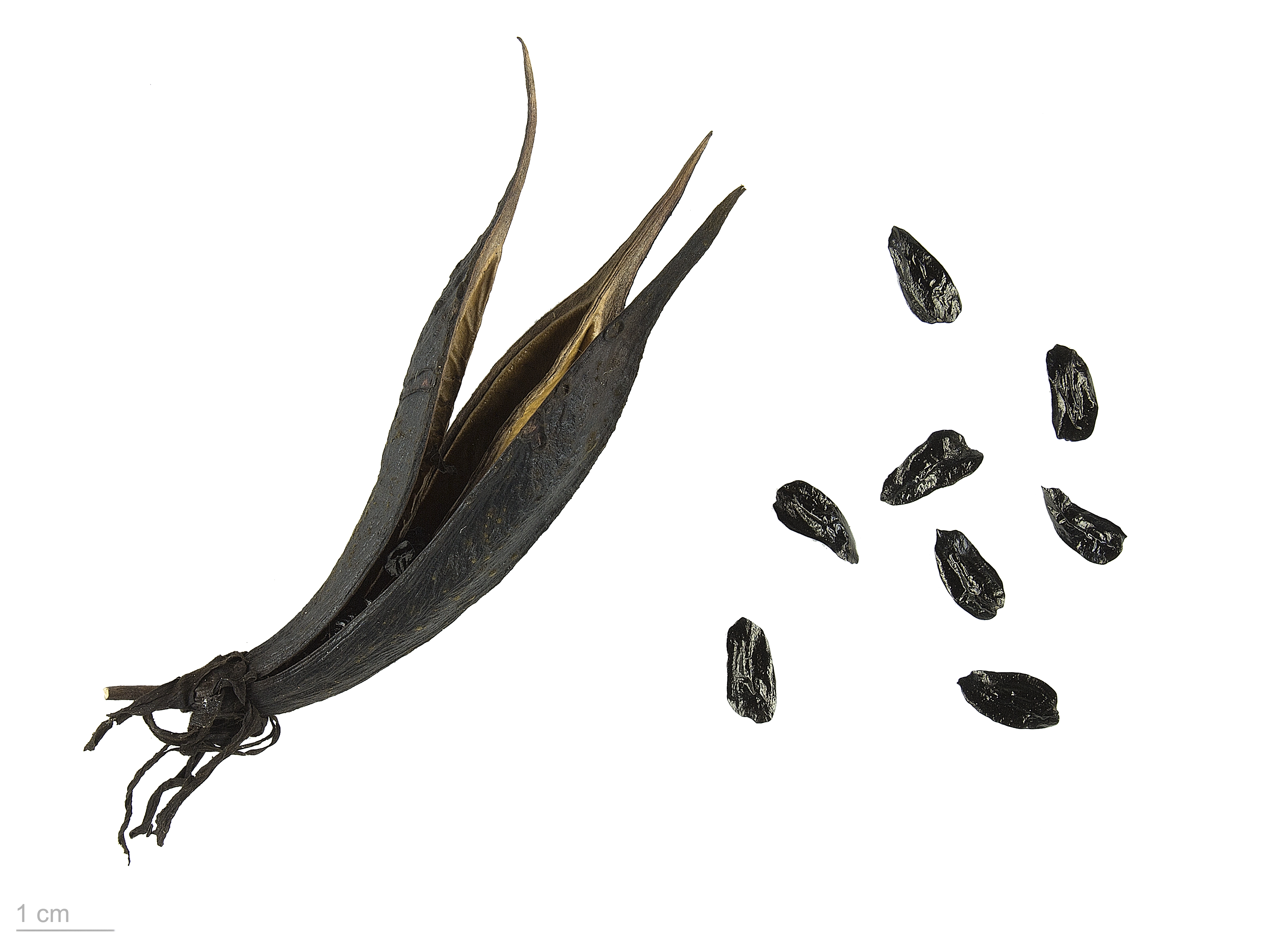
Frucht und Samen

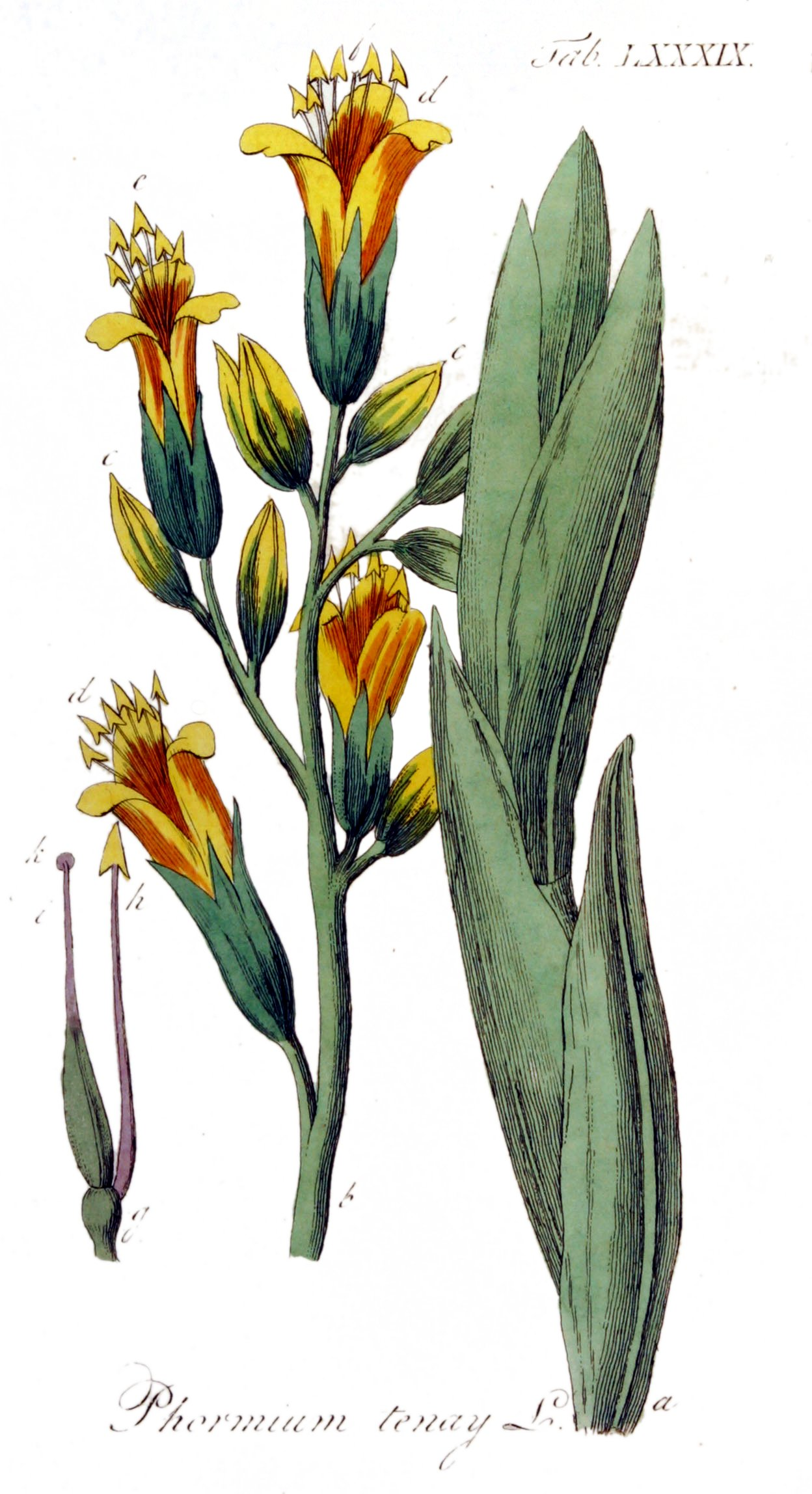
Illustration

### Vegetative Merkmale
Beim Neuseeländer Flachs handelt es sich um eine ausdauernde krautige Pflanze, die Wuchshöhen von bis zu 5 Metern erreicht. Als Überdauerungsorgane bildet sie kräftige Rhizome.
Die in grundständigen Rosetten angeordnet Laubblätter sind reitend, steif und mindestens in ihrem unteren Bereich mehr oder weniger aufrecht. Die einfache, parallelnervige Blattspreite ist bei einer Länge von 1 bis 3 Metern sowie einer Breite von 5 bis 12 Zentimetern linealisch-schwertförmig und stark gekielt. Die Laubblätter haben eine dunkelgrüne Farbe und manchmal farbige Spitzen und Zentralrippen; es gibt einige Kulturformen mit schön gefärbten Laubblättern. Die Laubblätter enthalten sehr viele feine, feste Bastfasern.

### Generative Merkmale
An einem mehr oder weniger aufrechten bis zu 5, selten bis zu 6 Meter langen, dunklen, stielrunden Blütenstandsschaft, der einen Durchmesser von 2 bis 3 Zentimetern aufweist, befinden sich mehrere Hochblätter, die je weiter oben sie sich befinden, umso kleiner sind. In einem Blütenstand befinden sich sehr viele Blüten. Der Blütenstiel ist direkt unterhalb der Blüte gegliedert.
Die zwittrige Blüte ist bei einer Länge von 2,5 bis 5 Zentimetern leicht zygomorph und dreizählig. Es sind zwei Kreise mit je drei hauptsächlich roten, aufrechten Blütenhüllblättern vorhanden, von denen die inneren etwas zurückgekrümmt sind; sie sind nur an ihrer Basis verwachsen. Es sind zwei Kreise mit je drei Staubblättern vorhanden. Die kahlen Staubfäden sind nur wenig abgeflacht und die drei inneren Staubfäden sind etwas länger als die äußeren. Die Staubbeutel sind linealisch-länglich. Drei gerade Fruchtblätter sind zu einem sitzenden, aufrechten, oberständigen, länglichen Fruchtknoten ist verwachsen. Es sind viele Samenanlagen vorhanden. Der stielrunde Griffel endet einer kleinen, schmalen Narbe.
Die dreikantige, dreikammerige Kapselfrucht ist weniger als 10 Zentimeter lang und verschmälert sich plötzlich am oberen Ende und bleibt auch bei Reife dunkel sowie fest. Die Kapselfrucht öffnet sich fachspaltig = lokulizid und enthält viele Samen. Die glänzend schwarzen Samen sind bei einer Länge von 9 bis 10 Millimetern sowie einem Durchmesser von 4 bis 5 Millimetern mehr oder weniger elliptisch und abgeflacht.
Die Chromosomenzahl beträgt 2n = 32.

## Phänologie und Ökologie
Die Blütezeit reicht in Neuseeland von November bis Dezember. Die Früchte reifen in Neuseeland von Januar bis März.
Die Ausbreitung der Diasporen erfolgt durch den Wind.

## Vorkommen
Das natürliche Verbreitungsgebiet ist Neuseeland und vielleicht die Norfolkinseln. Die natürlichen Standorte befinden sich hauptsächlich in Sümpfen und niedrig liegenden Gebieten.
Sie wird als Zierpflanze verwendet und verwildert leicht. Sie ist in manchen Gebieten der Welt eine invasiver Neophyt. Sie wächst als invasive Pflanzen auch beispielsweise auf Hügeln. Diese invasive Pflanzenart verdrängt in einigen subtropischen bis tropischen Ländern die dort heimische Flora (Beispiel Insel St. Helena).

## Taxonomie
Die Erstveröffentlichung von Phormium tenax erfolgte 1776 durch Johann Reinhold Forster und Georg Forster in Characteres Generum Plantarum, 2. Auflage, S. 48, Tafel 24; dabei wurde auch die Gattung Phormium J.R.Forst. & G.Forst. aufgestellt.

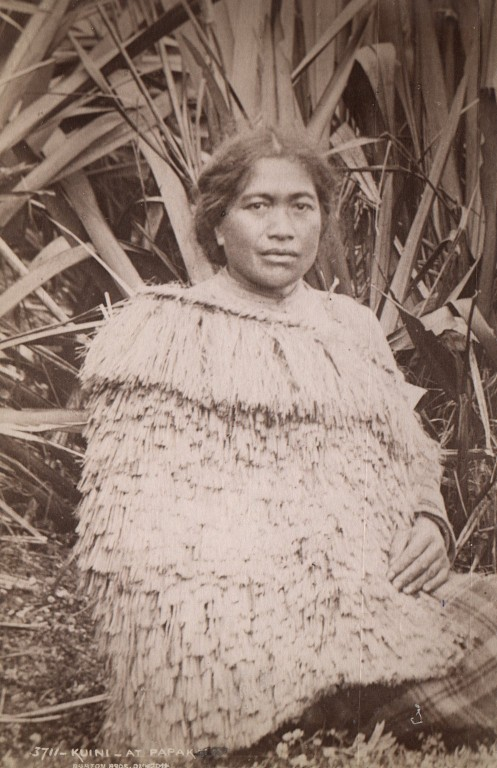
Historisches Foto einer Māori-Frau mit Bekleidung aus Blättern des Neuseeländer Flachses

## Nutzung
Der Neuseeländer Flachs wurde zur Fasergewinnung verwendet. Für die Māori hatten sie dieselbe Bedeutung wie die aus dem Gemeinen Lein gewonnenen Flachsfasern für die Europäer.
Es gibt einige Kulturformen mit sehr schön gefärbten Laubblättern. Die dekorativen Zierpflanzen sind sehr pflegeleicht und schnellwachsend und werden gerne in tropischen Parks und Gärten verwendet.
Geröstete Samen werden als Kaffeeersatz verwendet. Der Nektar kann aus den Blüten getrunken werden. Aus der Basis der Laubblätter kann ein essbarer Gummi gewonnen werden.

## Trivialnamen in anderen Sprachen
Trivialnamen in anderen Sprachen sind:
- maori: Harakeke, Harareke, Kōrari[3]
- englischer Sprache: Flax, Lowland flax, New Zealand flax, Swamp flax[3][1]

## Weiterführende Literatur
- R. D. Smissen, P. B. Heenan: A taxonomic appraisal of the Chatham Islands flax (Phormium tenax) using morphological and DNA fingerprint data. In: Australian Systematic Botany, Volume 23, Issue 5, 2010, S. 371–380. doi:10.1071/SB10023